# 554959 Lasica
554959 Lasica è un asteroide della fascia principale. Scoperto nel 2010, presenta un'orbita caratterizzata da un semiasse maggiore pari a 2,573028 UA e da un'eccentricità di 0,317778, inclinata di 6,887576° rispetto all'eclittica.
È dedicato a Milan Lasica, attore slovacco.